# Clustal
Clustal és un programa d'ordinador àmpliament utilitzat per a l'alineament múltiple de seqüències. que està disponible per a Unix/Linux, Mac OS i Windows, ja sigui en format de línia d'ordres (ClustalW) o amb una interfície gràfica (ClustalX).
El programa es pot obtenir del servidor ftp de l'European Bioinformatics Institute o de www.clustal.org.